# Dossenheim-sur-Zinsel
Dossenheim-sur-Zinsel település Franciaországban, Bas-Rhin megyében. Lakosainak száma 1047 fő (2022. január 1.). Dossenheim-sur-Zinsel Steinbourg, Bouxwiller, Ernolsheim-lès-Saverne, Hattmatt és Neuwiller-lès-Saverne községekkel határos.

## Népesség
A település népességének változása:
| Lakosok száma | 1102 | 1089 | 1100 | 1058 | 1043 | 1038 | 1039 | 1036 | 1047 |
|               | 2013 | 2015 | 2016 | 2017 | 2018 | 2019 | 2020 | 2021 | 2022 |